# Jacob Lorhard

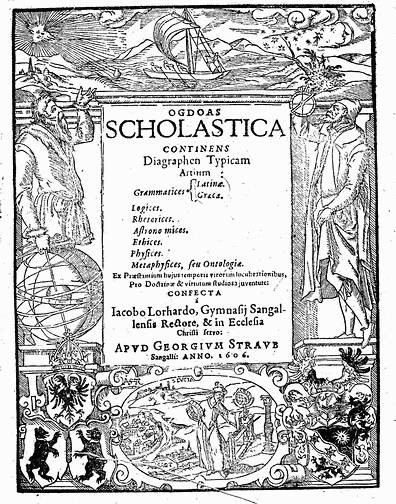
Ogdoas Scholastica,... (1606).

Jacob Lorhard (Jacobus Lorhardus) (1561, Münsingen-19 de mayo de 1609) fue un filósofo y pedagogo alemán que vivió en Suiza. 
En 1603, Lorhard se convirtió en rector del Gymnasium en St. Gallen. En 1606 publicó Ogdoas scholastica, que contenía la palabra "ontología", siendo probablemente la primera aparición de la palabra en un libro. Usó "Ontologia" como sinónimo de "Metafísica". Lorhard murió el 19 de mayo de 1609.

## Obras
- Disputatio de vera et Aristotelica methodo demonstrandi, Dissertation. Tubingae: Gruppenbach, 1595. OCLC 245988900
- Liber de adeptione veri necessarii seu apodictici ..., Tubingæ, 1597. OCLC 22740196
- Ogdoas Scholastica, continens Diagraphen Typicam artium: Grammatices (Latinae, Graecae), Logices, Rhetorices, Astronomices, Ethices, Physices, Metaphysices, seu Ontologiae, Sangalli : Apud Georgium Straub, 1606. OCLC 41227134
- Theatrum philosophicum, continens Grammaticen Latinam, Graecam, et Hebraeam, Logicen, Rhetoricen, Arithmeticen, Geometriam, Musicen, Astronomicen, Ethicen, Physicen, Metaphysicen seu Ontologiam, Basileæ, 1613. OCLC 186897020
- Segunda edición de Ogdoas Scholastica